# NGC 7077
NGC 7077 est une galaxie elliptique naine bleue compacte rapprochée et située dans la constellation du Verseau. Sa vitesse par rapport au fond diffus cosmologique est de 818 ± 24 km/s, ce qui correspond à une distance de Hubble de 12,1 ± 0,9 Mpc (∼39,5 millions d'al). NGC 7077 a été découverte par l'astronome allemand Albert Marth en 1863.	
NGC 7077 présente une large raie HI et elle renferme des régions d'hydrogène ionisé. Selon la base de données Simbad, NGC 7077 est une candidate au titre de galaxie à noyau actif. NGC 7077 est une galaxie dont le noyau brille dans le domaine de l'ultraviolet. Elle est inscrite dans le catalogue de Markarian sous la désignation MRK 900 (MK 900).
À ce jour, deux mesures non basées sur le décalage vers le rouge (redshift) donnent une distance de 15,250 ± 2,758 Mpc (∼49,7 millions d'al), ce qui est à l'intérieur des valeurs de la distance de Hubble.